# Isolona
Isolona es un género de plantas de la familia de las Annoniáceas. Se encuentra en regiones tropicales de África y Madagascar.

## Taxonomía
El género fue descrito por Adolf Engler y publicado en Die Natürlichen Pflanzenfamilien, Gesamtregister Nachtr. II–IV: 161. 1897.  La especie tipo es: Isolona madagascariensis (Baill.) Engl. 

## Especies seleccionadas
- Isolona campanulata, Engler & Diels,
- Isolona cauliflora,  Verdc.
- Isolona congolana, (De Wild. & T
- Isolona cooperi, Hutchinson & Dalziel,
- Isolona deightonii, Keay
- Isolona dewevrei, Engl. & Diels.
- Isolona heinsenii, Engl. & Diels
- Isolona hexaloba, Engler
- Isolona leonensis,
- Isolona maitlandii, Keay
- Isolona pilosa,  Diels
- Isolona zenkeri, Engl.